# اکولیزومب
اکولیزومَب (انگلیسی: Eculizumab؛ تلفظ انگلیسی: اِکیولیزیومَب) که با نام تجاری «سولیریس» (Soliris) به بازار عرضه می‌ شود، دارویی است که برای درمان هموگلوبینوری حمله‌ای شبانه (PNH) و نشانگان همولیتیک اورمیک آتیپیک (aHUS) بکار می‌ رود.
این دارو یک آنتی‌بادی مونوکلونال انسانی است که بازدارندهٔ سامانه کمپلمان انتهایی است. این دارو علیه کمپلمان C5 عمل می‌ کند. و یک پادتن از نوع، جی-کاپا (IgGκ) است که از ۴ بخش تشکیل شده‌ است: ۲ زنجیرهٔ سنگین ۴۴۸ آمینواسیدی و ۲ زنجیرهٔ سبک ۲۱۴ آمینواسیدی که وزن مولکولی‌اش در حدود ۱۴۸ کیلودالتون است.
در مبتلایان به هموگلوبینوری حمله‌ای شبانه، این دارو انهدام گلبول‌های قرمز و نیاز به تزریق خون را کاهش می‌ دهد، اما خطر مرگ را تغییر چندانی نمی‌ دهد.
اکولیزومب نخستین دارویی است که برای درمان دو بیماری یادشده تائیدیه گرفت و این پذیرش، برپایه کارآزمایی‌ های بالینی اندکی صورت پذیرفت.
مصرف‌کنندگان اکولیزومب بشدت در معرض خطر مننژیت‌های مننگوکوکی هستند و تجویزش تنها در بیمارانی صورت می‌ گیرد که تحت «ارزیابی‌های بررسی و کاهش خطر» قرار گرفته و آموزش‌ های لازم را از درمانگران دریافت کرده و واکسیناسیون‌ های ضروری را انجام داده‌اند و همهٔ این‌ ها باید مکتوب و ثبت‌ شده باشد. این دارو به صورت تزریق داخل وریدی در بیمارستان یا کلینیک تجویز می‌ شود.
در سال ۲۰۱۰ میلادی، اکولیزومب گران‌ترین داروی جهان بود و هزینهٔ سالیانهٔ درمانی‌اش، ۳۴۰٬۲۰۰ پوند استرلینگ (حدود ۴۳۰٬۰۰۰ یورو)، ۵۰۰٬۰۰۰ دلار کانادا یا ۴۰۹٬۵۰۰ دلار آمریکا بود.